# 嚴道育
嚴道育（？—453年），吴兴人。南朝刘宋时期的女巫。

## 生平
因丈夫犯罪而被连坐没官。太子刘劭的同胞姐姐东阳公主婢女王鹦鹉称严道育能够“通灵”并推荐给东阳公主。当时刘义隆为鼓励农业，下令宫中养蚕，因此东阳公主假托严道育善于养蚕的缘故将其接入宫中。当时违心依附太子的始兴王刘濬经常犯错，希望严道育让刘义隆不会知晓其过失，日日夜夜进行诅咒祈祷，说：“向上天祈求，犯下的过失会让人知道”。刘劭等因此敬重严道育，称其为“天师”。而后又行巫蛊之事，将刻成刘义隆形象的玉人埋于含章殿前以诅咒刘义隆。与王鹦鹉有过奸情的陈天兴及宁州所献黄门庆国（一作陈庆国）都参与了巫蛊。
后刘义隆诘责刘劭提拔陈天兴的事情，在往来的书信中建议严道育向上天面见诸神祈求不要再追查，如果刘义隆还追着不放，就让刘义隆赶快死。而与陈天兴同样有往来的庆国害怕像陈天兴一样被杀，因此向刘义隆告发巫蛊之事，抄了王鹦鹉的家得到了刘劭、刘濬手书以及所埋的玉人，但严道育逃脱。刘义隆下令追捕严道育但不获。严道育化为尼姑，躲在了刘劭的东宫。刘浚前往京口，严道育也跟着去，藏在了京口张旿家。
元嘉三十年二月，刘濬准备出镇荆州，自京口入朝。在将严道育送回东宫并准备动身前往荆州之际，有人向刘义隆举报称：“张旿家有一尼姑很像严道育经常出入刘濬府邸”。刘义隆便派人抓捕，捕得严道育两名婢女，称严道育已经和刘濬入京了，刘义隆十分惊骇伤心。刘濬母亲潘淑妃也因刘濬不悔改仍然和严道育有往来意欲自杀。
后刘劭弑父称帝，当年年号“太初”则是严道育参与制定。败亡后，严道育与王鹦鹉等被当街鞭杀，于石头城四望山焚尸，扬灰长江。